# Michael McGinn
Pour les articles homonymes, voir McGinn.
Michael McGinn (né le 17 décembre 1959 à Long Island, New York) est un homme politique américain. Il a été maire de la ville de Seattle entre 2010 et 2014.